# Liten snytbagge
Liten snytbagge (Hylobius pinastri) är en skalbaggsart som först beskrevs av Leonard Gyllenhaal 1813. Liten snytbagge ingår i släktet Hylobius, och familjen vivlar. Arten är reproducerande i Sverige. Den kallas också mindre snytbagge.
Till utseendet är denna snytbagge ganska lik den vanliga snytbaggen (H. abietis), men den är, som trivialnamnet antyder, mindre än den vanliga snytbaggen. Punkturen på halsskölden ser också lite annorlunda ut och benen hos den mindre snytbaggen är ofta något rödaktiga.
Liten snytbaggen föredrar hyggen som är relativt fuktiga och som domineras av gran. Biologin för liten snytbagge är i övrigt ganska lik den vanliga snytbaggens biologi.